# Maraã
Maraã é um município brasileiro do interior do estado do Amazonas, Região Norte do país. Localiza-se a noroeste de Manaus, capital do estado, distando desta cerca de 615 quilômetros. Sua população, estimada pelo IBGE em 2020, era de 18 261 habitantes, sendo assim o quadragésimo quarto município mais populoso do estado do Amazonas e o mais populoso de sua microrregião. Seu Índice de Desenvolvimento Humano (IDH) é de 0.498, de acordo com dados de 2010, o que é considerado muito baixo pelo PNDU.

## Infraestrutura

### Saúde
O município possuía, em 2009, 7 estabelecimentos de saúde, sendo todos estes públicos municipais ou estaduais, entre hospitais, pronto-socorros, postos de saúde e serviços odontológicos. Neles havia 22 leitos para internação. Em 2014, 98,01% das crianças menores de 1 ano de idade estavam com a carteira de vacinação em dia. O índice de mortalidade infantil entre crianças menores de 5 anos, em 2016, foi de 8,38 indicando um aumento em comparação com 1999, quando o índice foi de 0 óbitos a cada mil nascidos vivos. Entre crianças menores de 1 ano de idade, a taxa de mortalidade aumentou de 0 (1999) para 5,59 a cada mil nascidos vivos, totalizando, em números absolutos, 110 óbitos nesta faixa etária entre 1999 e 2016. No mesmo ano, 31,01% das crianças que nasceram no município eram de mães adolescentes. Conforme dados do Sistema Único de Saúde (SUS), órgão do Ministério da Saúde, a taxa de mortalidade devido a acidentes de transportes terrestres não registrou óbitos neste indicador, em 2016, representando uma estabilidade se comparado com anos anteriores. Ainda conforme o SUS, baseado em pesquisa promovida pelo Sistema de Informações Hospitalares do DATASUS, houve uma internação hospitalar relacionada ao uso abusivo de bebidas alcoólicas e outras drogas, entre 2008 e 2017.
A taxa de mortalidade infantil média na cidade é de 10,13 para 1000 nascidos vivos, ficando na 54.ª posição entre os municípios do Amazonas. Em 2016, nenhuma das mortes de crianças com menos de um ano de idade foi em bebês com menos de sete dias de vida. Óbitos ocorridos em crianças entre 7 e 27 dias de vida foram 50% dos registros. Outros 50% dos óbitos foram em crianças entre 28 dias e um ano de vida. No referido período, houve 2 registros de mortalidade materna, que é quando a gestante entra em óbito por complicações decorrentes da gravidez. O Ministério da Saúde estima que 100% das mortes que ocorreram em 2016, entre menores de um ano de idade, poderiam ter sido evitadas, especialmente pelo diagnóstico e tratamento adequado, bem como pelas ações de imunização. Cerca de 98,5% das crianças menores de 2 anos de idade foram pesadas pelo Programa Saúde da Família em 2014, sendo que 0,3% delas estavam desnutridas.
Até 2009, Maraã possuía estabelecimentos de saúde especializados em clínica médica, obstetrícia e pediatria e nenhum estabelecimento de saúde com especialização em psiquiatria, cirurgia bucomaxilofacial ou traumato-ortopedia. Dos estabelecimentos de saúde, apenas 1 deles era com internação. Até 2016, havia 9 registros de casos de HIV/AIDS, tendo uma taxa de incidência, em 2016, de 5,41 casos a cada 100 mil habitantes, e a mortalidade, em 2016, de 0 óbitos a cada 100 mil habitantes. Entre 2001 e 2012 houve 62 casos de doenças transmitidas por mosquitos e insetos, sendo a principal delas a leishmaniose e a dengue.